# Њемце
Њемце (слч. Nemce) насељено је мјесто са административним статусом сеоске општине (слч. obec) у округу Банска Бистрица, у Банскобистричком крају, Словачка Република.

## Становништво
| Година:    | 1994. | 2004.   | 2014.   | 2024.   |
| ---------- | ----- | ------- | ------- | ------- |
| Број људи: | 1088  | 1107    | 1183    | 1153    |
| Разлика:   |       | +1,74 % | +6,86 % | -2,53 % |

| Година:    | 2023. | 2024.   |
| ---------- | ----- | ------- |
| Број људи: | 1161  | 1153    |
| Разлика:   |       | -0,68 % |

Према подацима о броју становника из 2011. године насеље је имало 1.164 становника.